# 유카탄사슴쥐
유카탄사슴쥐(Peromyscus yucatanicus)는 비단털쥐과에 속하는 설치류의 일종이다. 멕시코와 과테말라에서 발견된다. 전형적인 서식지의 하나는 유카탄반도의 페테네스 망그로브 생태지역이다.